# 明天科技
包头明天科技股份有限公司（英語：Baotou Tomorrow Technology Co., Ltd.；老三板：400125，简称：明科3；上交所除牌前：600091，简称：退市明科）是一间曾于上海证券交易所上市的公司，主要生产化工和高科技生物类产品。

## 历史
创建于1997年，原名叫包头黄河化工股份有限公司，属于包头化工集团旗下公司，1997年7月4日在上海证券交易所挂牌上市。1999年北京北大明天资源科技收购包头化工集团47%股份将其改名为包头北大明天资源科技，包头黄河化工股份有限公司也改名为包头明天科技股份有限公司。1999年萧建华成为集团董事长。北京北大明天资源科技后改名为北京明天科宇科技有限公司，再改名为北京科宇恒信科技有限公司。